# Stanislav Manolev
Stanislav Lyubenov Manolev (Bulgaars: Станислав Любенов Манолев) (Blagoëvgrad, 16 december 1985) is een Bulgaars voormalig profvoetballer die doorgaans als rechtsback speelde. Hij was actief van 2002 tot en met 2022 voor onder meer Litex Lovetsj, PSV, Koeban Krasnodar, CSKA Sofia en PFK Ludogorets. Manolev debuteerde in augustus 2008 in het Bulgaars voetbalelftal, waarvoor hij uiteindelijk 51 interlands speelde.

## Clubcarrière

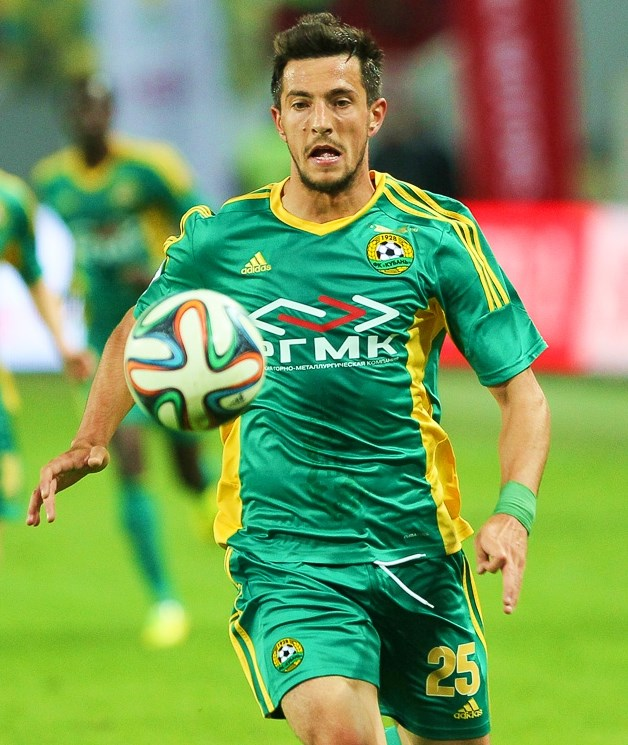
Manolev in 2014, spelend voor Koeban Krasnodar.

### Pirin Blagoëvgrad
Manolev begon zijn professionele carrière in het seizoen 2003/04 bij Makedonska Slava Simitli dat een jaar later de naam veranderde in Pirin 1922 Blagoëvgrad. Hij speelde daar twee seizoenen, totdat hij in de belangstelling kwam te staan van Litex Lovetsj. Zij namen hem in de zomer van 2005 over voor een bedrag van 60.000 euro.

### Litex Lovech
Bij zijn nieuwe club Litex Lovetsj werd Manolev nog korte tijd verhuurd aan zijn oude club die ondertussen hernoemd was in Pirin Blagoëvgrad, maar werd hij vanaf 2006 een vaste kracht in het elftal. In 2008 won hij met zijn club de Beker van Bulgarije en was de rechtsback verantwoordelijk voor het enige doelpunt van de wedstrijd. Aansluitend werd hij verkozen tot Man van de Wedstrijd. Een jaar later won Manolev met Lovetsj nogmaals de beker.

### PSV en Fulham
Op 25 juli 2009 werd bekend dat Manolev overstapte naar PSV. Bij de club uit Eindhoven tekende de veelzijdige speler een contract voor drie jaar met een optie voor nog twee seizoenen. Trainer Fred Rutten omschreef hem als "veelzijdig vanwege zijn inzetbaarheid op meerdere plaatsen". Manolev is van oorsprong een rechtsbuiten die na verloop van tijd steeds een linie terugzakte totdat hij op de rechtsbackpositie uitkwam. Naar verluidt ging er met de overgang naar PSV een bedrag van 3,1 miljoen euro gepaard.
Na twee weken meegetraind te hebben, maakte Manolev op 6 augustus 2009 zijn officiële wedstrijddebuut voor PSV in de derde voorronde voor de UEFA Europa League. Dit was een wedstrijd in zijn thuisland tegen het voor hem bekende Tsjerno More Varna, waarin PSV een 1-0-voorsprong uit de thuiswedstrijd verdedigde. Ook Manolevs debuutpartij eindigde in 1-0 voor PSV, waar hijzelf 44 minuten van meemaakte voor hij met een tweede gele kaart van het veld moest.
Manolev maakte, ondanks dat hij een vaste waarde was in zijn eerste drie seizoenen bij PSV, een wisselvallige periode door. Hij was vaak het onderwerp van spot in het televisieprogramma Voetbal International, waar hij veelvuldig op de hak werd genomen door René van der Gijp. Toch werd, in maart 2012, zijn contract volgens een opgenomen clausule verlengd tot 2014. Toen Dick Advocaat het stokje overnam van Fred Rutten in 2012, maakte hij bekend dat hij op de rechtsbackpositie de voorkeur gaf aan middenvelder Atiba Hutchinson. Op 31 januari 2013 werd voor het sluiten van de transferwindow bekendgemaakt dat Manolev voor een half jaar werd verhuurd aan het Engelse Fulham, waar Martin Jol trainer was.. Er werd tevens een optie tot koop bedongen, die niet gelicht werd. Manolev kwam bij Fulham tot vier duels, nadat hij de concurrentiestrijd verloor van medehuurspeler Sascha Riether.
In het seizoen 2013-2014 sloot Manolev weer aan bij de selectie van PSV, maar de nieuwe trainer Phillip Cocu, maakte direct bekend dat hij geen beroep zou doen op de verdediger. In plaats van zich aan te sluiten bij de hoofdmacht, werd Manolev geplaatst bij Jong PSV. Hij speelde dat seizoen 10 wedstrijden in de eerste divisie en maakte één doelpunt. In de winterstop was hij niet welkom op het trainingskamp van de a-selectie, maar ging in plaats daarvan mee met Jong PSV. Na de winterstop kreeg hij wederom te horen dat hij zich moest melden bij het jeugdelftal. Kort hierna, op 17 januari 2014, verbraken de Bulgaar en de club in overleg de samenwerking, waardoor Manolev een transfervrije status kreeg. Hij keerde daarop terug naar Bulgarije, om daar, in afwachting van een nieuwe club, bij zijn oude club Litex Lovech zijn conditie op peil te houden.

### Rusland en terugkeer in Bulgarije
Op 1 maart 2014 tekende hij een contract bij Koeban Krasnodar uit Rusland. In de zomer van 2014 werd hij door Dinamo Moskou gecontracteerd. In februari 2015 keerde Manolev terug bij Koeban Krasnodar. Daar liep zijn contract medio 2016 af en nadat een overstap naar Tom Tomsk uiteindelijk afketste, ging hij in september 2016 voor CSKA Sofia spelen. In februari 2019 ging Manolev naar PFK Ludogorets. Met de club werd hij in 2019 en 2020 landskampioen. Medio 2020 keerde Manolev terug bij Pirin Blagoëvgrad.

## Clubstatistieken
| Seizoen | Club                     | Competitie                    | Duels | Goals |
| ------- | ------------------------ | ----------------------------- | ----- | ----- |
| 2003/04 | Makedonska Slava Simitli | Professional A Football Group | 8     | 0     |
| 2004/05 | Pirin 1922 Blagoevgrad   | Professional B Football Group | 17    | 1     |
| 2005/06 | Litex Lovech             | Professional A Football Group | 3     | 0     |
| 2005/06 | Pirin Blagoevgrad        | Professional A Football Group | 13    | 1     |
| 2006/07 | Litex Lovech             | Professional A Football Group | 32    | 5     |
| 2007/08 | Litex Lovech             | Professional A Football Group | 30    | 6     |
| 2008/09 | Litex Lovech             | Professional A Football Group | 27    | 4     |
| 2009/10 | PSV                      | Eredivisie                    | 30    | 2     |
| 2010/11 | PSV                      | Eredivisie                    | 21    | 0     |
| 2011/12 | PSV                      | Eredivisie                    | 23    | 1     |
| 2012/13 | PSV                      | Eredivisie                    | 2     | 0     |
| 2012/13 | → Fulham (huur)          | Premier League                | 5     | 0     |
| 2013/14 | Jong PSV                 | Eerste divisie                | 10    | 1     |
| 2013/14 | Koeban Krasnodar         | Premjer-Liga                  | 10    | 1     |
| 2014/15 | Dinamo Moskou            | Premjer-Liga                  | 8     | 1     |
| 2014/15 | Koeban Krasnodar         | Premjer-Liga                  | 6     | 0     |
| 2015/16 | Koeban Krasnodar         | Premjer-Liga                  | 17    | 0     |
| 2016/17 | CSKA Sofia               | Parva Liga                    | 24    | 0     |
| 2017/18 | CSKA Sofia               | Parva Liga                    | 30    | 4     |
| 2018/19 | CSKA Sofia               | Parva Liga                    | 11    | 1     |
| 2018/19 | PFK Ludogorets           | Parva Liga                    | 5     | 0     |
| 2019/20 | PFK Ludogorets           | Parva Liga                    | 15    | 1     |
| 2020/21 | Pirin Blagoëvgrad        | Vtora Liga                    | 24    | 5     |
| 2021/22 | Pirin Blagoëvgrad        | Parva Liga                    | 27    | 7     |
| Totaal  | Totaal                   | Totaal                        | 398   | 41    |

## Interlandloopbaan

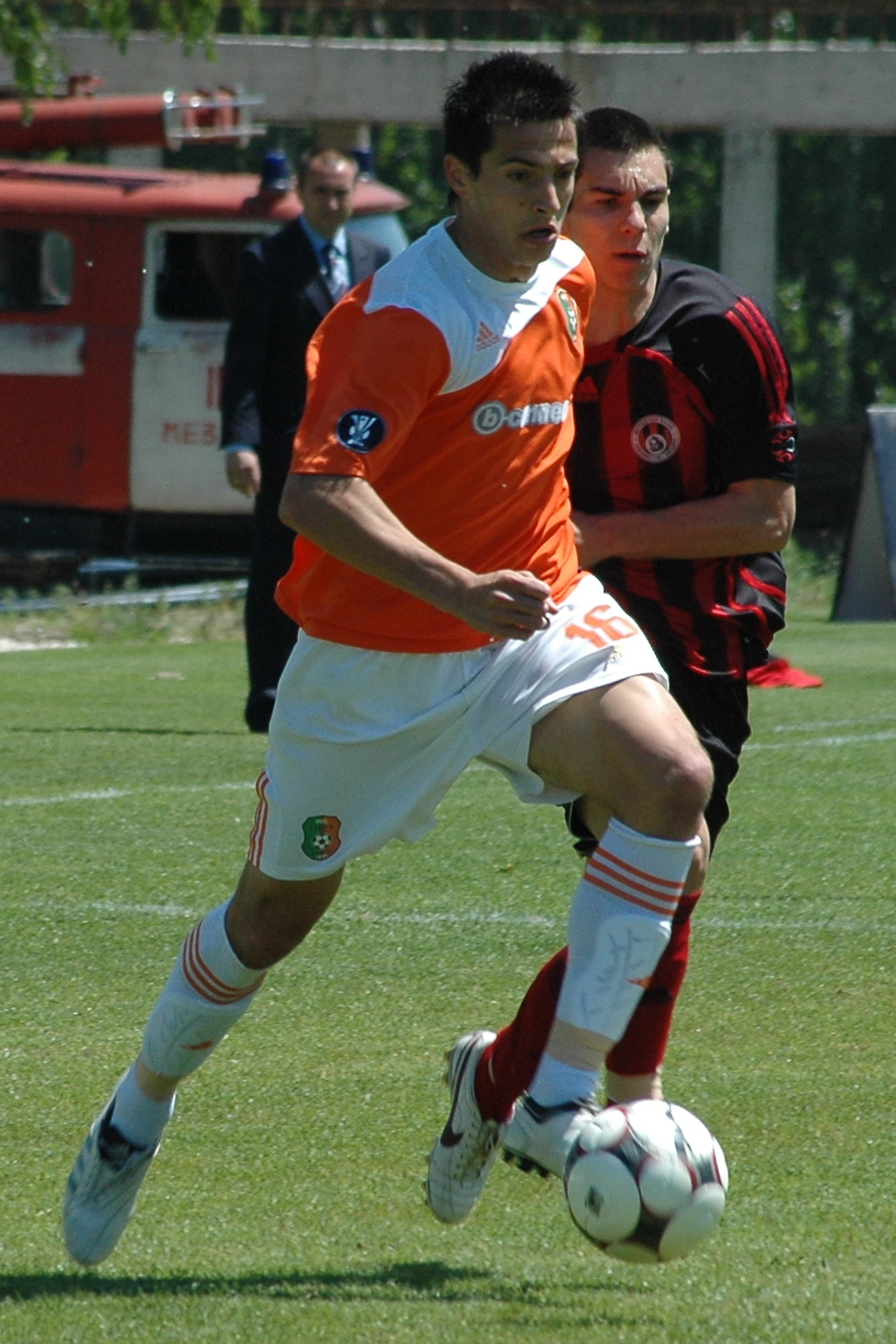
Manolev in actie voor Litex Lovetsj in 2009.

Manolev begon zijn interlandcarrière tijdens de kwalificatie voor het Wereldkampioenschap voetbal 2010. In augustus 2008 werd hij voor de eerste maal oproepen voor het Bulgaarse elftal, toen de ploeg het opnam tegen Bosnië en Herzegovina. Daarnaast werd hij opgeroepen voor de kwalificatiewedstrijden tegen Italië en Montenegro, maar werd hij niet gebruikt door de bondscoach. Op 26 mei 2012 speelde hij in de door Bulgarije van Nederland gewonnen oefeninterland waarin hij de assist gaf voor het winnende doelpunt.
| Interlanddoelpunten | Interlanddoelpunten | Interlanddoelpunten | Interlanddoelpunten    | Interlanddoelpunten | Interlanddoelpunten | Interlanddoelpunten | Interlanddoelpunten |
| #                   | Datum               | Locatie             | Wedstrijd              | Goal(s)             | Score               | Uitslag             | Wedstrijd           |
| ------------------- | ------------------- | ------------------- | ---------------------- | ------------------- | ------------------- | ------------------- | ------------------- |
| 1.                  | 7 september 2012    | Sofia               | Bulgarije – Italië     | 30'                 | 1 – 0               | 2 – 2               | WK-kwalificatie     |
| 2.                  | 11 september 2012   | Sofia               | Bulgarije – Armenië    | 43'                 | 1 – 0               | 1 – 0               | WK-kwalificatie     |
| 3.                  | 26 maart 2013       | Kopenhagen          | Denemarken – Bulgarije | 51'                 | 0 – 1               | 1 – 1               | WK-kwalificatie     |
| 4.                  | 30 mei 2013         | Toyota              | Japan – Bulgarije      | 3'                  | 0 – 1               | 0 – 2               | Vriendschappelijk   |

## Erelijst
Litex Lovech
- Beker van Bulgarije

2008, 2009
 PSV Eindhoven
- KNVB Beker

2012
- Johan Cruijff Schaal

2012
 PFK Ludogorets
- Bulgaars landskampioenschap

2019, 2020
- Bulgaarse Supercup

2019